# Oxyrhopus
Oxyrhopus – rodzaj węży z podrodziny ślimaczarzy (Dipsadinae) w rodzinie połozowatych (Colubridae).

## Zasięg występowania
Rodzaj obejmuje gatunki występujące w Meksyku, Belize, Gwatemali, Hondurasie, Nikaragui, Kostaryce, Panamie, Kolumbii, Wenezueli, Trynidadzie i Tobago, Gujanie, Surinamie, Gujanie Francuskiej, Brazylii, Ekwadorze, Peru, Boliwii, Paragwaju, Argentynie i Urugwaju; być może w Salwadorze.

## Systematyka

### Etymologia
- Oxyrhopus: gr. οξυρροπος oxurrhopos „szybko pełzający”[2].
- Sphenocephalus: gr. σφην sphēn, σφηνος sphēnos „klin”[6]; -κεφαλος -kephalos „-głowy”, od κεφαλη kephalē „głowa”[7]. Gatunek typowy: Sphenocephalus melanogenys Tschudi, 1845.

### Podział systematyczny
Do rodzaju należą następujące gatunki
- Oxyrhopus clathratus A.M.C. Duméril, Bibron & A.H.A. Duméril, 1854
- Oxyrhopus doliatus A.M.C. Duméril, Bibron & A.H.A. Duméril, 1854
- Oxyrhopus emberti Gonzales, Reichle & Entiauspe-Neto, 2020
- Oxyrhopus erdisii (Barbour, 1913)
- Oxyrhopus fitzingeri (Tschudi, 1845)
- Oxyrhopus formosus (Wied-Neuwied, 1820)
- Oxyrhopus guibei Hoge(inne języki) & Romano, 1977
- Oxyrhopus leucomelas (F. Werner, 1916)
- Oxyrhopus marcapatae (Boulenger, 1902)
- Oxyrhopus melanogenys (Tschudi, 1845)
- Oxyrhopus occipitalis (Wied-Neuwied, 1824)
- Oxyrhopus petolarius (Linnaeus, 1758) – ognistoskroniec północny[8]
- Oxyrhopus rhombifer A.M.C. Duméril, Bibron & A.H.A. Duméril, 1854
- Oxyrhopus trigeminus A.M.C. Duméril, Bibron & A.H.A. Duméril, 1854
- Oxyrhopus vanidicus Lynch(inne języki), 2009